# Air Atlanta Icelandic

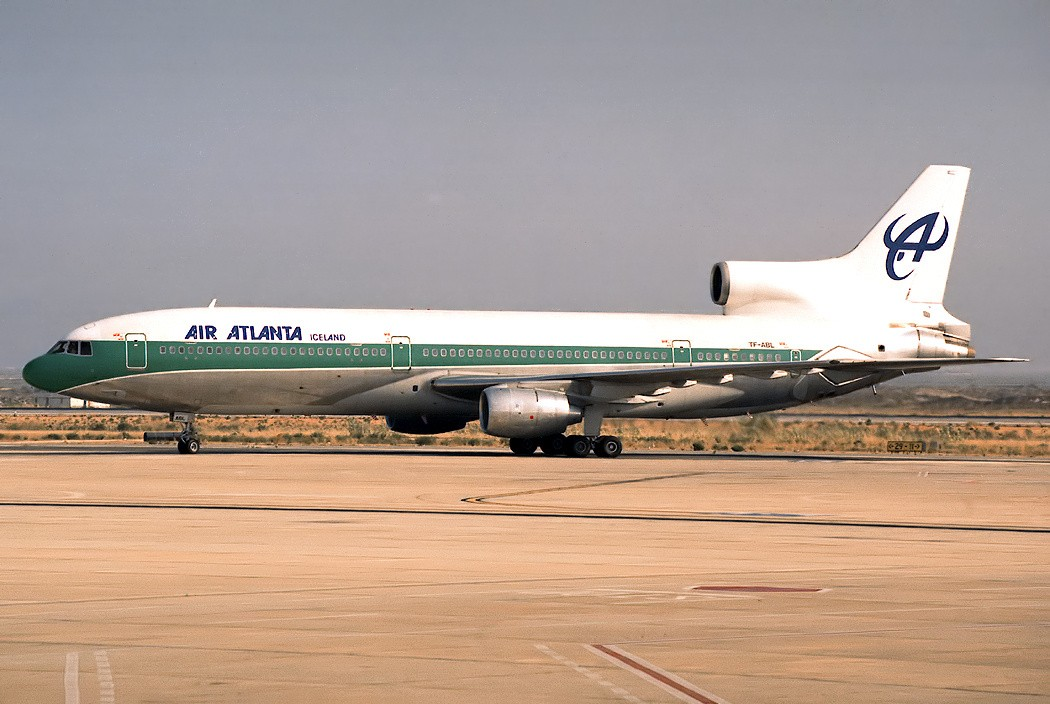
Lockheed L-1011 Tristar авиакомпании Air Atlanta Icelandic в международном аэропорту Фару

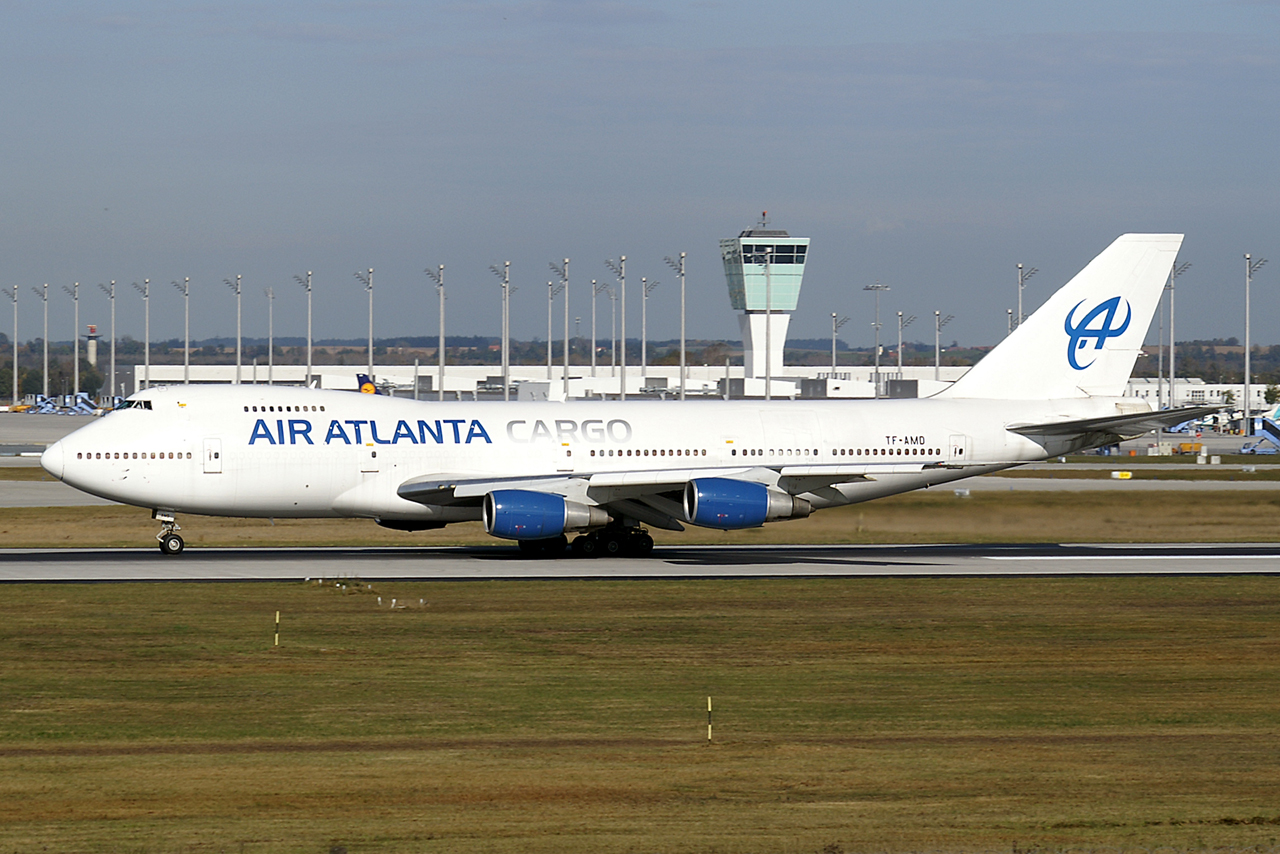
Boeing 747-200F авиакомпании Air Atlanta Icelandic в аэропорту Мюнхена

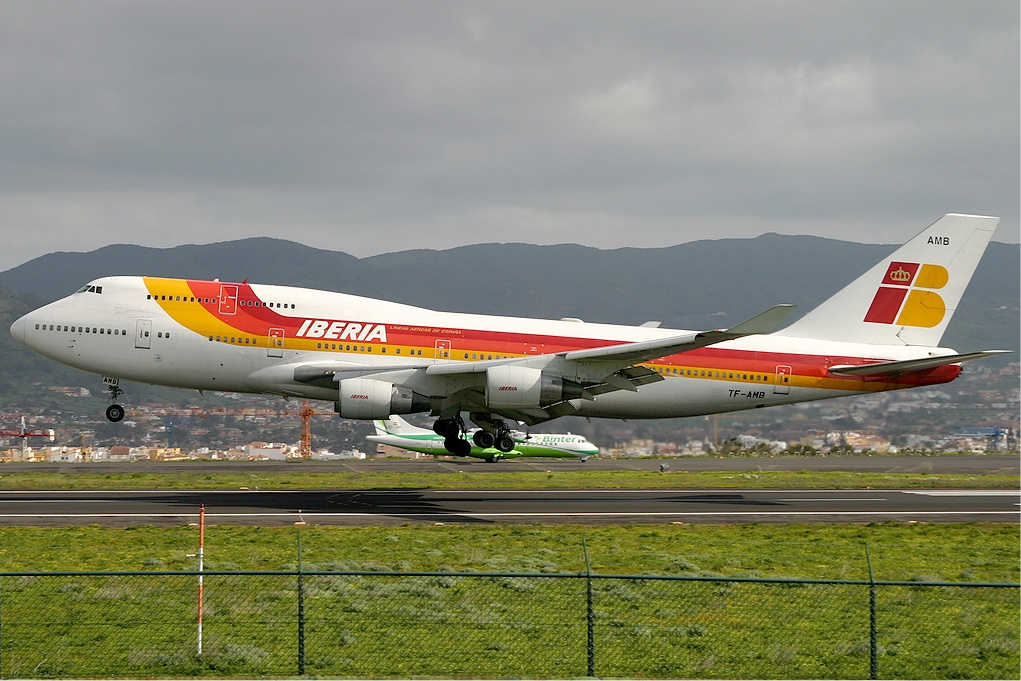
Boeing 747-400 авиакомпании Air Atlanta Icelandic под флагом Iberia в международном аэропорту Тенерифе

Air Atlanta Icelandic — исландская коммерческая авиакомпания со штаб-квартирой в городе Коупавогюр, работающая в сфере грузовых и чартерных авиаперевозок и оказывающая услуги по техническому обслуживанию, страхованию и предоставлении в аренду воздушных судов (в том числе и в мокрый лизинг). Компания также работает по долгосрочным контрактам с исландскими туристическими операторами. С середины 2007 года основная деятельность Air Atlanta Icelandic сосредоточена на грузовых авиаперевозках по всему миру.
Портом приписки авиакомпании и её главным транзитным узлом (хабом) является международный аэропорт Кеблавик в Рейкьявике.

## История
Авиакомпания Air Atlanta Icelandic была основана 10 февраля 1986 года профессиональным пилотом Арнгримаром Йоханссоном и его супругой Торой Гудмундсдоттир и начала операционную деятельность в том же году. Первым коммерческим контрактом компании стал договор с авиакомпанией Caribbean Airways на мокрый лизинг (аренда самолёта вместе с экипажем) лайнера Boeing 707-320 для выполнения регулярных пассажирских перевозок между Лондоном и Барбадосом. До конца 1980-х годов услугами по аренде самолётов Air Atlanta Icelandic пользовались такие авиакомпании, как Air Afrique, Sudan Airways, Lufthansa и Finnair (последняя кроме 707-х арендовала лайнеры Boeing 737).
Собственные пассажирские перевозки авиакомпания начала в 1992 году, начав эксплуатацию самолёта Lockheed L-1011 Tristar. В конце 1992 года под эгидой Организации Объединённых Наций Air Atlanta Icelandic осуществляла перевозки миротворческих сил из бывшей Югославии в Нигерию и Францию.
В 1993 году авиакомпания приняла свой первый Boeing 747, который был сдан в краткосрочную (на время хаджа) аренду саудовскому перевозчику Saudi Arabian Airlines. В том же году Air Atlanta Icelandic подписала договор с исладским туроператором «Samvinn Travel», в рамках которого начались пассажирские перевозки между Пномпенем и Бангкоком на самолётах Boeing 737.
К 1994 году компания получило право на осуществление перевозок во множество стран, включая Соединённые Штаты, а также Колумбию и Филиппины, в которых авиакомпания работала на чартерных маршрутах внутри двух этих стран. В том же году Air Atlanta Icelandic вышла на рынок чартерных перевозок Португалии.
В 1996 году самолёт L-1011 компании был зафрахтован для проведения свадебной церемонии, которая проходила во время полёта лайнера над Северным полярным кругом.
В 1997 году Air Atlanta Icelandic заключила соглашения с авиакомпаниями Britannia Airways и Iberia на осуществление от их имени регулярных пассажирских перевозок из мадридского международного аэропорта Барахас в международный аэропорт Гаваны имени Хосе Марти и другие аэропорты стран Карибского бассейна. В том же году флот компании пополнился первым лайнером Boeing 747SP, который в дальнейшем использовался по контрактам с правительством страны, спортивными клубами и группой Rolling Stones.
В 1998 году все воздушные суда перевозчика были арендованы флагманом British Airways и в том же году генеральным директором компании стал Магнус Г. Торстенн. В 1999 году после продажи последнего Boeing 737 флот Air Atlanta Icelandic составляли только широкофюзеляжные самолёты, а в 2000 году в длинном списке клиентов перевозчика появилась индийская авиакомпания Air India.
В 2003 году на рынок коммерческих перевозок Великобритании вышла вновь созданная дочерняя авиакомпания Air Atlanta Europe. Компания работала на самолётах Boeing 747 на чартерных перевозках по договорам с британскими операторами и туристическим агентством Флориды Travel City Direct.
В марте 2004 года Air Atlanta Icelandic приобрела 40,5% собственности британской чартерной авиакомпании Excel Airways, позднее эта доля была увеличена до 76,9%. В январе следующего года на базе исландского перевозчика был образован инвестиционный холдинг Avion Group, в состав которого вошла ещё одна авиакомпания Islandflug.
В 2005 году Avion Group поглотил исландскую морскую транспортную компанию Emskip и туроператора Великобритании Travel City Direct, а в следующего году руководство холдинга объявило о приобретении всех выпущенных акций французской чартерной авиакомпании Star Airlines, являвшейся к тому времени вторым по величине чартерным авиаперевозчиком страны и выполнявшей нерегулярные рейсы главным образом в страны Африки, Среднего Востока, Средиземноморья и регулярные в Ливан, Мексику, на Мали.
В июне 2006 года Air Atlanta Icelandic предоставила в мокрый лизинг авиакомпании Yangtze River Express грузовой Boeing 747—200 для работы на маршруте Шанхай — Анкоридж — Лос-Анджелес.
В середине 2007 года руководство авиакомпании приняло решение сконцентрировать деятельность перевозчика на грузовых операциях, в связи с чем начало процедуру переоборудования пассажирских самолётов в грузовые и увольнение большинства экипажей пассажирских лайнеров.
С июня 2011 года Air Atlanta Icelandic прекратила полёты из Великобритании в Канаду по причине высоких цен на топливо и коммерческой нерентабельности данного направления.

## Маршрутная сеть
В январе 2010 года маршрутная сеть на международных направления авиакомпании Air Atlanta Icelandic включала в себя следующие пункты назначения:
- Брюссель — грузоперевозки под флагом Saudi Arabian Airlines (мокрый лизинг)
- Саудовская Аравия
  - Джидда — под флагом Saudi Arabian Airlines (мокрый лизинг)
- США
  - Нью-Йорк — международный аэропорт имени Джона Кеннеди — грузоперевозки под флагом Saudi Arabian Airlines (мокрый лизинг)
  - Хьюстон — грузоперевозки под флагом Saudi Arabian Airlines (мокрый лизинг)
- Германия
  - Франкфурт
- Китай
  - Гонконг — грузоперевозки под флагом Saudi Arabian Airlines (мокрый лизинг) и Air Bridge Cargo (мокрый лизинг)
- Кувейт
  - Кувейт
- Нидерланды
  - Амстердам
- Индонезия
  - Джакарта
- Россия
  - Москва/Шереметьево под флагом Air Bridge Cargo (мокрый лизинг)
- Мадагаскар
  - Антананариву в ливрее Air Madagaskar (мокрый лизинг)

## Флот
По состояния на февраль 2025 года воздушный флот авиакомпании Air Atlanta Icelandic составляли следующие самолёты:

## Авиапроисшествия и несчастные случаи
- 25 марта 2008 года. Самолёт Boeing 747-300 при совершении посадки получил значительные повреждения в результате возникшего пожара в третьем двигателе[6].